# Palazzo Paolo V

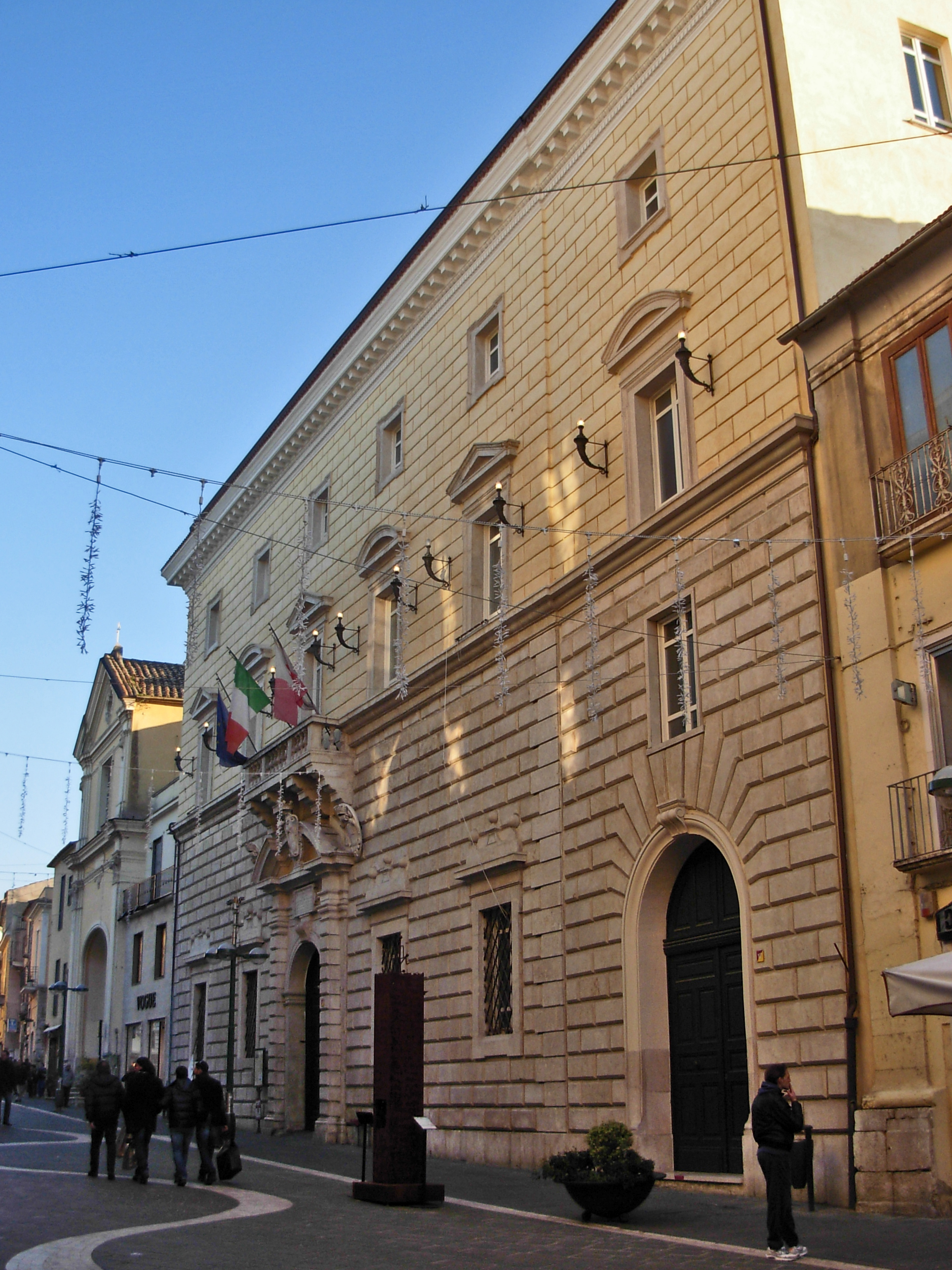
Palazzo Paolo V in Benevent

Der Palazzo Paolo V ist ein Palast aus dem Ende des 16. Jahrhunderts in Benevent in der italienischen Region Kampanien. Er liegt am Corso Giuseppe Garibaldi, 145–147. Von der Zeit der päpstlichen Herrschaft über Benevent bis zum Erdbeben in der Irpinia 1980 war der Sitz der Stadtverwaltung.

## Geschichte
Er entstand zur Zeit des Pontifikats von Papst Paul V. und wurde nach ihm benannt. Wegen seiner Funktion hieß er auch Palazzo della Città („Palatium Civitatis“). Später wurde er auch wegen seiner Lage an der Hauptachse der Stadt (damals Via Magistrale, heute Via Giuseppe Garibaldi) Palazzo Magistrale genannt. Er lag damals innerhalb der langobardischen Mauern.
1896 wurde der Palast erstmalig restauriert. Dies sieht man an den Fenstern des Obergeschosses, die praktisch durch die Bänderung verdeckt waren. Die Restaurierungsarbeiten wurden vom damaligen Leitenden Ingenieur der Gemeinde, Eugenio Greco, geleitet.
Im 20. Jahrhundert war im Palazzo Paolo V das bedeutendste Kino der Stadt untergebracht, das Cine Victoria. Um 1995 zog es aus.
Später wurde der Palast erneut einer Restaurierung unterzogen. Die Arbeiten, mit denen Ende des 20. Jahrhunderts begonnen wurden, wurden in den ersten Jahren des 21. Jahrhunderts abgeschlossen.
Seit 2017 ist im Erdgeschoss der Sitz des Kulturdistrikts Per terre, per bellezza, per sanità (dt.: für Land, für Schönheit, für Gesundheit) und dank einer Mitfinanzierung durch die Stiftung CON IL SUD sind damit eine Reihe von Einrichtungen verbunden: Säle für Coworking, ein Literaturcafé, Raum für Ausstellungen und ein Auditorium für Zusammenkünfte und Theateraufführungen. Ebenfalls in dem Palast gibt es seit seiner Gründung das Museum Janua – Museo delle Streghe (dt.: Hexenmuseum).

## Beschreibung

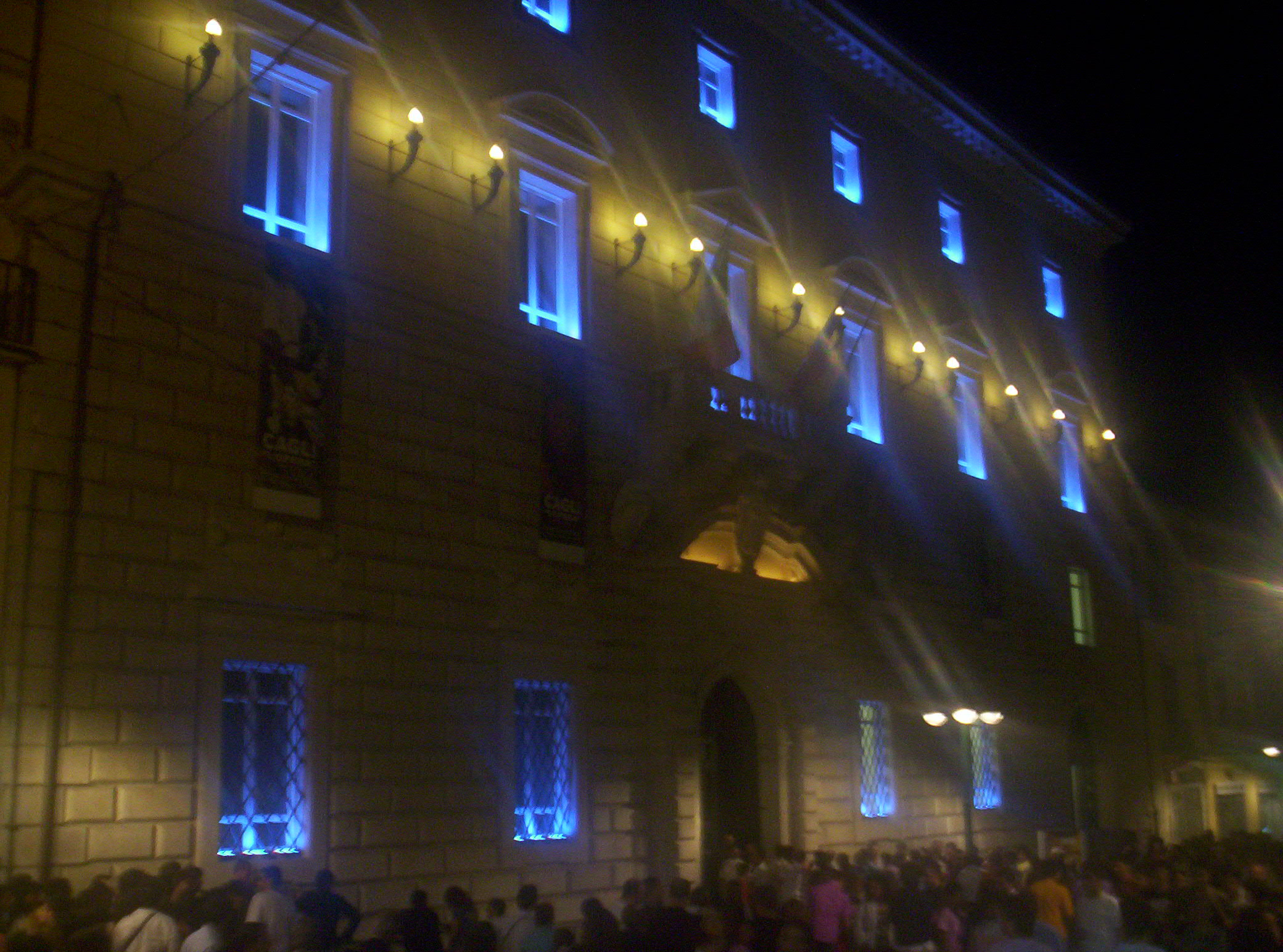
Der anlässlich der Fußball-Weltmeisterschaft der Männer violett beleuchtete Palast

Die Fassade des Palastes folgt dem klassischen Manierismus mit ernsten und beeindruckenden Linien. Im Innenhof erinnern zahlreiche Steinplatten an bedeutende Ereignisse und Personen der Stadtgeschichte vom 17. Jahrhundert bis heute. Darüber hinaus kann man ein altes Halbrelief oben an der Mauer bewundern, das den Raub der Sabinerinnen darstellt.
2006 war der Palast Objekt eines lichttechnischen Projektes (Lichtdesign) unter der Ägide des Studios Cannata & Partners Insbesondere an der Fassade wurden LED-Apparate mit RGB-Technologie genutzt, die dem Gebäude ermöglichten, mit der Veranstaltungen in der Stadt zu interagieren. Dessen Technologieziele waren Nachhaltigkeit und Energieeinsparung.

## Bibliografia
- Maria Luisa Ghianda, Lilli Notari, Roberta de Caterina: Il Palatium Civitatis di Benevento. Palazzo Paolo V: le parole di pietra. Fotos von Salvatore Giordano. Città di Benevento - Liceo Scientifico "G. Rummo",  Benevento 2008. ISBN 978-88-903819-2-8. Kapitel: Mirabilia Beneventanae Civitatis.